# SN 2002id
SN 2002id – supernowa typu Ia odkryta 29 października 2002 roku w galaktyce A013002-0040. W momencie odkrycia miała maksymalną jasność 21,20m.